# 陈荫林
陈荫林（1898年—1927年），名森，号荫林，湖北省黄冈县陈宅楼村人，中国共产党早期领导人。

## 生平
1898年5月6日，陳荫林出生于黄冈县儒博乡陈策楼村的一个耕读之家。幼年曾受私塾教育，后入黄州高等小学。1915年他离开黄冈，来到湖南武昌考入武汉外国语学校学英语。1918年，陈荫林考上北京大学西语英语专业学习。1920年初，陈荫林在北京大学毕业，回到武汉，先后在武汉中学、启黄中学、省立第一师范任英语教员。后在其兄陈潭秋的帮助下，参加革命。1921年10月，陈荫林参加了中国劳动组合书记部长江分部工作。他和李书渠到武昌徐家棚的粤汉铁路工人中开办工人补习学校和工人子弟学校。他负责校务工作，兼教文化课。
1922年暑假，陈荫林邀集肖仁鹄等几位同乡，带领一批青年学生，来到黄冈农村，通过演文明戏的形式，向农民宣传反帝反封建的革命道理。1923年2月，京汉铁路工人大罢工爆发，陈荫林奔走于武汉三镇，发动各界群众，声援江岸铁路工人的罢工斗争。2月7日，他在江岸参加了工人同军警的搏斗，直到最后才奉命撤离，之后陈荫林参加了中国共产党。1925年7月15日，国民党湖北省第一次代表大会召开，正式成立国民党湖北省党部，陈荫林被推选为农民部长。1926年春，为了加强对全省农民运动的领导，中共湖北区委成立了以陈荫林、刘子谷、王平章三人组成的中共湖北省农民运动委员会，由陈荫林主持省农协全面工作。北伐军攻占武汉后，武汉成为全国政治中心，中共中央为加强对湖北农民运动的领导，特从广州农民运动讲习所调陆沉任湖北省农民协会委员长，任命陈荫林为副委员长。
1926年12月初，毛泽东来武汉筹备武昌农讲所，陈荫林是筹备人员之一。开学后，陈荫林主讲《关于农民运动的组织》的课程，向学员阐明了农协会的性质、组织农民协会的作用和目的。1927年1月，陈荫林被选为国民党湖北省党部执行委员，同时武汉国民政府指定他为湖北省政府筹备委员会委员。3月4日，湖北省第一次农民代表大会在阅马场红楼开幕，陈荫林被选为大会秘书长。4日上午，他代表筹委会向大会作了关于本次大会筹备经过的报告。5日，他代表省农协作会务报告，报告分三部分，详细阐明了湖北农民协会的起源和农民协会的现状及其将来发展，明确提出向土豪劣绅进攻的任务。大会于3月22日闭幕，陈荫林当选为省农协会执行委员，在26日省农协第一次新执委会上，他被推为副委员长。同日，中央农民运动讲习所为赣州、阳新死难烈士举行追悼会，陈荫林代表湖北农民协会到会致悼词，他严厉谴责反动势力的罪行，号召革命党人支持工农运动。3月下旬，陈荫林参加筹备全国总农协会的工作。
国民党中央农民运动委员会于3月27日开扩大会议。讨论当前农民运动的方向问题。陈荫林代表湖北省农民协会出席会议，并就湖北当前的农民情况作了汇报。他指出当前农民运动的“中心问题是乡村的斗争问题。”湖北各县在成立农民协会的同时，还组织了农民自卫军。5月10日，陈荫林主持省农协第六次常务会议，决定成立省农民协会自卫军，统一全省农民自卫军的组织和指挥。1927年春，蒋介石发动对中国共产党的镇压，陈荫林领导农协同反动势力进行反击，4月22日，他主持省农协发出了讨蒋通电。
四一二政变后，汪精卫等以“黄冈县铲除烟苗，妨碍国家税收”为由，下令解散黄冈县党部和县农协。6月2日，以董必武为首的湖北省党部，决定派陈荫林到黄冈调查，并及时向省党部写出书面报告澄清了事实，驳斥了汪精卫，后经董必武在国民党中央执行委员会政治委员第28次会上对黄冈县铲除烟苗一案提出否定，恢复了县党部和县农协的工作。
同年7月上旬，根据中共湖北省委的部署，陈荫林和刘子谷带领湖北农民学员600余入。乘小火轮顺江东下，追赶贺龙部队，在九江编入红二十军教导团。他和刘子谷则乘火车先去南昌，参加南昌起义。起义部队占领南昌后，于2日，成立了革命委员会，他被任命为工农委员会委员兼宣传科长。当起义部队撤离南昌攻下江西抚州后，决定成立两个宣传队，一队由陈荫林负责，另一队由刘子谷负责。宣传队每天随先遣队出发，了解部队所经之地的民情风俗，做宣传工作。因天气炎热，食宿无保障，部队连续长途行军。生活异常艰苦，陈荫林在行军途中便已患病，住进瑞金医院。但因病情加剧、缺医少药，抢救无效，不幸病逝于瑞金，时年29岁，其遗体被埋葬在瑞金城东南的一块墓地上。